# Chars
 Chars  ist eine französische Gemeinde mit 2017 Einwohnern (Stand 1. Januar 2022) im Département Val-d’Oise der Region Île-de-France; sie gehört zum Arrondissement Pontoise und zum Kanton Pontoise. Die Einwohner nennen sich Charsiens bzw. Charsiennes.

## Geografie
Die Gemeinde Chars befindet sich 44 Kilometer nordwestlich von Paris. Sie liegt im Regionalen Naturpark Vexin français.
Nachbargemeinden von Chars sind Le Bellay-en-Vexin und Nucourt im Westen, Bouconvillers und Lavilletertre im Norden, Neuilly-en-Vexin und Marines im Osten sowie Brignancourt und Moussy im Süden.

## Geschichte
Dagobert I. schenkte Chars der Abtei Saint-Denis. Ende des 12. Jahrhunderts kam der Ort in den Besitz von Jean de Gisors. Jeanne de Ferrière, eine Urenkelin Ludwig VIII., gründete 1306 das Hôtel-Dieu in Chars. 1548 wurde der Ort unter Louis de Rouville befestigt.

## Bevölkerungsentwicklung
| Jahr      | 1962 | 1968 | 1975 | 1982 | 1990 | 1999 | 2007 |
| Einwohner | 1263 | 1266 | 1435 | 1329 | 1519 | 1718 | 1772 |

## Sehenswürdigkeiten
- Kirche Saint-Sulpice aus dem 12. Jahrhundert (Monument historique)